# Фенхель звичайний
{{#ifeq:0|0|{{#if:Foeniculum vulgare|{{#if:|[[]}}|[[]]}}}}

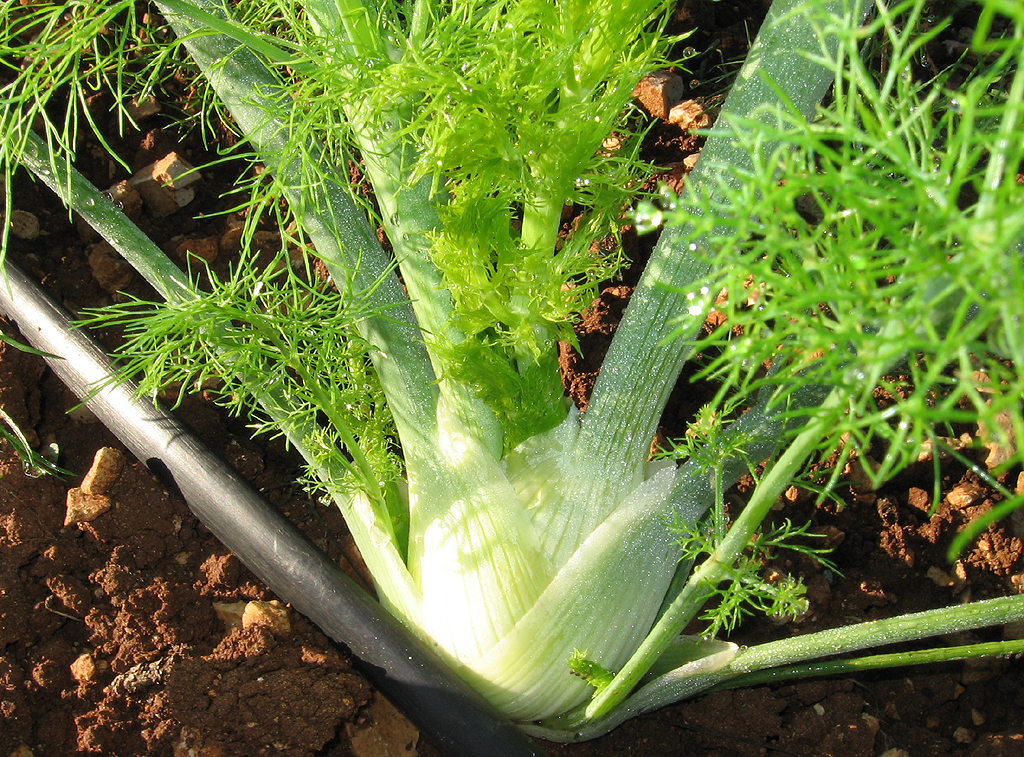
Качанчик овочевого фенхелю

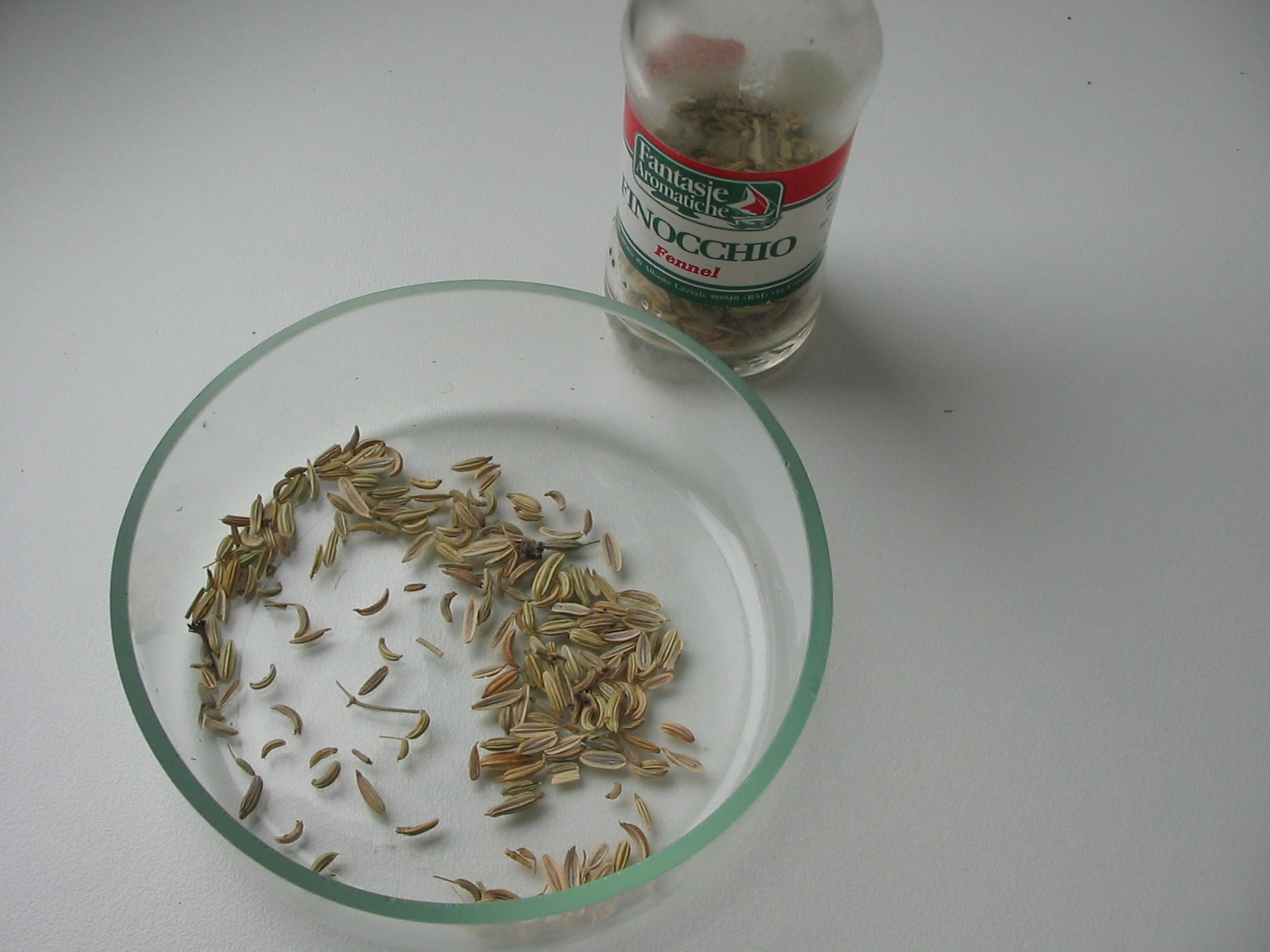
Зерна фенхелю

Фенхель звичайний, фенхель, копрій (Foeniculum vulgare), вид одно- чи дворічних рослин з родини окружкових або зонтичних (Apiaceae або Umbelliferae).

## Будова
Рослина заввишки до двох метрів. Стебло прямовисне, округле, порожнисте, тонке, гіллясте. Листки великі, перисторозсічені, нижні — черешкові, середні та верхні — майже сидячі. Квіти дрібні, жовті чи білі, зібрані в складний зонтик. Плід — подовгаста двосім'янка зеленкувато-бурого кольору. Цвіте в липні-серпні.

## Поширення та середовище існування
Батьківщина фенхелю — Середземномор'я. Тепло- та світлолюбна рослина, потребує постійного поливу. Найкраще росте на плодючих вапнякових — глинистих ґрунтах та чорноземах.

## Практичне використання
Був відомий римлянам, грекам, єгиптянам, індійцям та китайцям як прянощі та медичний засіб. Фенхель відомий як цінна пряна та лікарська рослина. Насіння його ще називають лікарським кропом.
Вирощують його для отримання молодої зелені, насіння чи качанчиків (плодів). Насіння фенхелю містить велику кількість ефірної олії, яка на 60 % складається з анетолу — речовини, яка надає йому солодкуватий присмак, легку гостроту та характерний анісовий смак. Основна цінність насіння полягає в тому, що воно містить важливі для організму людини вітаміни С, групи В, Е, К, рутин, каротин та мінеральні речовини. Ефірну олію фенхеля застосовують в медичній промисловості для покращення смаку і ароматизації ліків, виготовлення кропової води. Аромат фенхелю сильніший, ніж кропу. Зі свіжого листя та качанчиків готують салати, приправи до м'ясних та овочевих страв. Качанчики також споживають вареними. Насіння використовують як прянощі, для ароматизації ковбас, кондитерських та хлібобулочних виробів, напоїв. Ще фенхель використовують для засолювання огірків та помідорів.